# 3895 Earhart
A 3895 Earhart (ideiglenes jelöléssel 1987 DE) a Naprendszer kisbolygóövében található aszteroida. Carolyn Shoemaker fedezte fel 1987. február 23-án.